# KHR-1 (일본)
KHR-1은 2004년 6월에 일본의 곤도 과학이 개발한 중형 휴머노이드 로봇이다.
신장은 34cm, 17개의 관절이 달려 있으며 각 관절은 서브모터로 구동됐다. 이를 통해 격투하는 자세 등 다양한 동작이 가능했다. 기본적으로 무선으로 제어가 가능하였으며, 다른 부속품이나 개조를 통해 자유도를 늘리거나 고성능 마이크로프로세서를 탑재해 실시간으로 운용하고, 가속도 센서를 탑재하거나 대형 다리를 부착해 사용할 수도 있었다.
곤도 과학에서 제공되는 기본 로봇은 간단한 제어용 어플리케이션인 'Heart to Heart'를 사용해 순차적으로 동작과 자세를 취하도록 만들었으며, 자세와 자세 사이를 보간(補間)하는 기능도 있었다. 이밖에도 사용자의 재량에 따라 컴퓨터 프로그램이나 시뮬레이션을 통한 몇가지 고급제어를 개발할 수 있었다.
출시 당시 가격은 미국 기준으로는 약 1,600달러, 일본 기준으로는 128,000엔으로 제일 저렴한 이족 보행로봇이었으며, 그때까지만 해도 기술력과 자금력이 있던 소수의 매니아만 접해볼 수 있었던 이족 보행로봇이 단번에 보급되는 계기가 되었다. 일본의 이족보행로봇 협회인 로보원 위원회가 공인하였으며 로보원 J클래스에서 가장 대중적인 로봇 플랫폼이 되었다. 2004년에는 로보원 JR 부문 우승을 차지하기도 하였다.